# Selbadet
Selbadet (norwegisch für Robbenbad) ist ein See auf der subantarktischen Bouvetinsel im Südatlantik. Er liegt nördlich der Geröllebene Nyrøysa am nördlichen Ende der Esmarch-Küste.
Wissenschaftler des Norwegischen Polarinstituts benannten ihn 1980.